# Unimog 437
L'Unimog 437 est un modèle de camion mi-lourd de la série Unimog de Mercedes-Benz.
La première génération, la 437.1 a été construite de 1988 à 2003. Il a remplacé les 425 et 435, dont la structure de base a été conservée sur l'Unimog 437.1. Avec 28 modèles différents, la série 437.1 est la série Unimog la plus complète. Au total, 10 718 véhicules ont été produits. Pour la première fois, il existait également un modèle standard à trois essieux.
La seconde génération actuelle, la 437.4 a été introduite en août 2002 par Daimler AG dans l'usine Mercedes-Benz de Wörth. Le véhicule a été présenté à l'IAA 2002 de Hanovre. Dans la série Unimog, le 437.4 appartenait à la classe tout-terrain auparavant lourde, dont l'apparence de la cabine du conducteur angulaire de 1974 a été conservée dans l'Unimog 437.4 jusqu'à aujourd'hui. En 2013, la série 437.4 a subi un lifting complet. Au cours des dix premières années de production, 6 497 véhicules ont été produits en douze modèles. Le Dingo 2 est également construit sur le châssis de l'Unimog 437.4. La désignation du modèle de l'Unimog 437.4 n'est plus basée sur la puissance du moteur en DIN-PS, comme dans les numéros Unimog 405 (U 3000, U 4000, U 5000).